# Geschil over de Spratly-eilanden

Territoriale claims in de Zuid-Chinese Zee

Het geschil over de Spratly-eilanden is een territoriaal geschil tussen verscheidene landen over het eigendom van de Spratly-eilanden, een eilandengroep in de Zuid-Chinese Zee. Zowel de Volksrepubliek China, Taiwan, de Filipijnen, Brunei, Maleisië als Vietnam maken aanspraak op (een gedeelte van) de eilanden. Bovengenoemde landen, met uitzondering van Brunei, bezetten elk ook enkele eilanden.
De Spratly-eilanden zijn een belangrijke plaats voor olie- en gaswinning, commerciële visserij en scheepvaart. Veel landen eisen de eilandengroep op, omdat dat een forse vergroting zou zijn van hun continentaal plat c.q. exclusieve economische zone. China, Taiwan en Vietnam maken aanspraak op de eilanden op basis van historische soevereiniteit over de eilanden.

## Geschiedenis
De vroege geschiedenis van de eilanden is onduidelijk, hoewel Chinese bronnen ze wel zouden vermelden. Pas in de 17e en 18e eeuw toonden Vietnam en de latere kolonisator Frankrijk interesse voor de eilanden. In 1932 en '33 ontstonden de eerste conflicten over de eilanden toen de Republiek China en vervolgens Japan (dat Taiwan bezat) de Franse controle betwistten. In 1941 bezette Japan de eilanden en vestigde een onderzeebootbasis op Taiping eiland. In 1945 ontruimde Japan de eilanden, waarna China een aantal eilanden waaronder Taiping in bezit nam wat wederom tot wapengekletter met Frankrijk leidde. In 1951 stelden de Russen voor op de Conferentie van San Francisco de Paracel- en Spratly eilanden onder (communistisch) Chinese soevereiniteit te brengen, waar de andere landen met Frankrijk en Vietnam voorop sterk op tegen waren. Hierdoor, en omdat de Volksrepubliek en Nationalistisch China regeringen het verdrag niet tekenden, werd het onderwerp niet opgelost. Nationalistisch China bleef enkele eilanden bezetten.
In 1956 werd het geschil op scherp gezet door de Filipijnse avonturier Tomas Cloma, die op de Spratley's de micronatie Kalaya'an ('Vrijheidsland') vestigde. De Volksrepubliek, Taiwan, Frankrijk, het Verenigd Koninkrijk, Nederland en Zuid-Vietnam protesteerden en Cloma eindigde uiteindelijk in een Filipijnse gevangenis. Taiwan, China en Zuid-Vietnam hernieuwden hierop hun claims. Hoewel Noord-Vietnam in 1958 afstand deed van zijn claim ten gunste van China, werd deze in 1976 hernieuwd op grond van het feit dat zowel de regering als de communisten in het Zuiden dit niet hadden erkend. Zuid-Vietnam (1961-63), de Filipijnen (1968) en Maleisië (1971) gingen hierna over tot het daadwerkelijk bezetten van enkele eilanden. In 1984 kondigde Brunei een exclusieve visserijzone af in het geclaimde gebied. Na 1987 werd de aanwezigheid van de Volksrepubliek China sterker, vestigde het er een basis, en wist het verder enkele eilanden te bezetten ten koste van met name Vietnam en in mindere mate de Filipijnen.

## Redenen voor het geschil

### Olie- en gasvoorraden
Dit is de belangrijkste reden waarom landen geïnteresseerd zijn in de Spratly-eilanden. In 1968 werd er olie in de regio gevonden, naar schatting van het Ministerie van Geologie en Minerale Hulpbronnen van de Volksrepubliek China bevindt zich 17,7 miljard ton aan aardgas- en olievoorraden in de bodem. Dit zou de op drie na grootste reserve ter wereld zijn (ter vergelijking: Koeweit bezit circa 13 miljard ton). Het U.S. Energy Information Administration kwam in 2013 veel lager uit, zo'n 11 miljard vaten olie en 5000 miljard m³ aardgas. Rond de Spratly-eilanden ligt hiervan een fractie en bij de Paraceleilanden bijna niets. Door de aanwezigheid intensiveerde het geschil zich en werden er meer territoriale claims ingediend door aangrenzende landen.
In 1968 begonnen de Filipijnen hun aanspraken serieuzer op te nemen en stationeerden zij militairen op drie eilanden die eerder geclaimd waren door Tomas Cloma. In 1973 werd door Vietnamese militairen vijf eilanden bezet. Op 11 maart 1976 boorden de Filipijnen succesvol naar olie bij de Spratly-eilanden en ongeveer 15% van de verbruikte olie van het land komt hiervandaan.

### Commerciële visserij
Een andere reden is de commerciële visserij. Dit blijkt uit cijfers uit 1988, waaruit blijkt dat 8% van de totale wereldvangst is gevangen in de Zuid-Chinese Zee. Doordat andere landen dit ook weten, zijn er botsingen gekomen tussen China, de Filipijnen en andere landen. Hierbij ging het over de Exclusieve economische zone (EEZ), wat inhoudt dat landen zich de zee tot 200 nautische mijlen vanaf de kust kunnen toe-eigenen. Bij deze botsingen worden vaak Chinese vissers opgepakt, omdat ze in andermans zee vissen. In 1984 eigende Brunei zich door de EEZ een deel van de Spratly-eilanden toe. Zij beschikten hierdoor over een rif, het Louisa Reef, bij de zuidoostelijke Spratly-eilanden.

### Motiveringen van de claims
De betrokken landen hebben diverse juridische redenen aangevoerd ter onderbouwing van hun claims.
- China en Taiwan baseren hun claim op Chinees aardewerk dat op de eilanden is aangetroffen. Ze zouden al door de Han-dynastie (206 v.Chr. - 220 na Chr.) zijn ontdekt en in bezit genomen, en sindsdien tot aan de 19e eeuw onafgebroken door China zijn bezet.
- De Filipijnen beschouwen de eilanden als deel van hun EEZ en bovendien res nullius, wat hen het recht zou geven de eilanden in bezit te nemen. Daarbij zou China het recht niet hebben de basislijn uit te breiden tot de Spratley-eilanden omdat het zelf geen eilandstaat is.
- Vietnam is van mening dat oude Chinese bronnen weliswaar de eilanden vermelden, maar ze nadrukkelijk als niet-Chinees (en deel het oude Vietnamese koninkrijk) bestempelen. Nadien zouden de Vietnamezen de eilanden in de 17e eeuw in bezit hebben genomen en er regelmatig expedities naartoe hebben gestuurd. De Fransen namen de groep nadien in de koloniale periode namens Vietnam in bezit en oefenden er bestuur over uit. China zou pas na de Tweede Wereldoorlog interesse voor de eilanden hebben getoond. Noord-Vietnam had in 1958 jegens China afstand van zijn claim gedaan, maar Zuid-Vietnam handhaafde deze en hield een aantal eilanden bezet. Toen na de hereniging met het Zuiden de verhouding met China bekoelde nam Vietnam deze bezitting over en hernieuwde zijn claim gebaseerd op het argument dat Zuid-Vietnam nooit afstand had gedaan van de eilanden.
- Brunei en Maleisië eisen delen van de eilanden op gebaseerd op het Zeerechtverdrag. Volgens deze landen liggen betreffende delen op het continentaal plat en binnen hun EEZ.

### Commerciële Scheepvaart
De regio rond de Spratly-eilanden staat bekend als een van de drukste vaarroutes van de wereld. In 1980 gingen er dagelijks meer dan 270 schepen langs de eilandengroep. Hedendaags gaat ongeveer de helft van het tankerverkeer door de Zuid-Chinese Zee, dit is 3x zoveel als door het Suezkanaal en maar liefst 5x zoveel als door het Panamakanaal. In totaal gaat ongeveer 25% van het transport van ruwe olie door de Zuid-Chinese Zee, dus ook langs de Spratly-eilanden.

## Confrontaties en incidenten
Doordat marines van verschillende landen nog altijd ruzie maken over het hebben van het eigendom over de Spratly-eilanden, vinden er regelmatig botsingen plaats tussen hen, met name tussen China en Vietnam. In 1988 vochten China en Vietnam bij het Johnson Rif. Chinese gevechtsschepen beschoten Vietnamese transportschepen, waarmee op dat moment een grote groep soldaten aan land werd gezet. Hierbij kwamen 70 militairen van Vietnam om het leven.
In 2011 breidde China Mobile zijn netwerk uit naar de Spratley-eilanden zodat de aldaar gestationeerde militairen met het thuisfront konden communiceren en reddingswerkzaamheden vergemakkelijkt zouden worden. Verder hield de Chinese marine oefeningen in het betwiste gebied en werden Vietnamese olieverkenningsschepen gehinderd. Dit veroorzaakte anti-Chinese protesten in Vietnam.
De Verenigde Staten (VS) staat officieel neutraal in het conflict en heeft de betrokken partijen op 3 augustus 2012 opgeroepen disputen vreedzaam te beslechten. Aan de andere kant is de VS echter beducht voor een te grote Chinese macht in de regio. Een dag eerder had de VS China gewaarschuwd tegen het ondernemen unilaterale acties. De VS hebben bovendien aangekondigd hun militaire samenwerking met zowel de Filipijnen als voormalige vijand Vietnam te versterken. Bovendien worden Amerikaanse militaire bases op de Filipijnen, waaronder Clark Air Base, op verzoek van de Filipijnen opnieuw door de Amerikanen in gebruik genomen.

## "Zeeclaims"
Doordat de Verenigde Naties (VN) een “Zeerechtverdrag” opstelden, laaide de kwestie weer op. In het verdrag, in 1994 in werking getreden, werd uitgelegd hoe de procedure is om meer dan 200 mijl van de kust land op te eisen. Alle betrokken landen hebben dit verdrag geratificeerd.
Hier werd in mei 2009 gebruik van gemaakt door Vietnam en Maleisië. Vietnam eiste het noordelijke deel van de Zuid-Chinese Zee en de Spratly-eilanden op. Een deel hiervan waren de Paraceleilanden. Een tijd later maakten Vietnam en Maleisië samen een claim over het deel tussen de twee landen, met een deel van de Spratly-eilanden. Brunei heeft tot op heden nooit een claim ingediend. Wel heeft Brunei bekendgemaakt aan de VN na te denken over het indienen van een claim. Hierbij zou het gaan over een gebied dat verder dan 200 mijl van Bruneis kust afligt. China was niet blij met al deze claims. Ze riepen de VN op de claims niet te behandelen. Ook gaf China andere landen een strenge waarschuwing niet zo maar te gaan heersen over gebieden die zij beschouwen als door hun territoriaal overheerst gebied. Brunei heeft inmiddels zijn claim laten vallen in ruil voor een financiële injectie van China.